# Jon Gaztañaga
Jon Gaztañaga Arrospide (Andoain, 28 giugno 1991) è un calciatore spagnolo, difensore del Beasain.

## Carriera

### Club
Ha giocato nella prima divisione spagnola, in quella cipriota, in quella rumena ed in quella indiana.

### Nazionale
Nel 2008 ha giocato 2 partite nella nazionale spagnola Under-17.

## Palmarès

### Club

#### Competizioni nazionali
- Coppa di Cipro: 1

AEL Limassol: 2018-2019